# جامعة كونكورديا

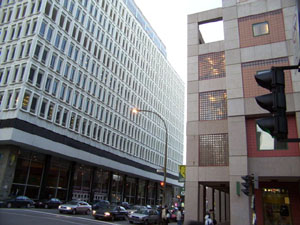
حرم السير جورج ويليامز بجامعة كونكورديا

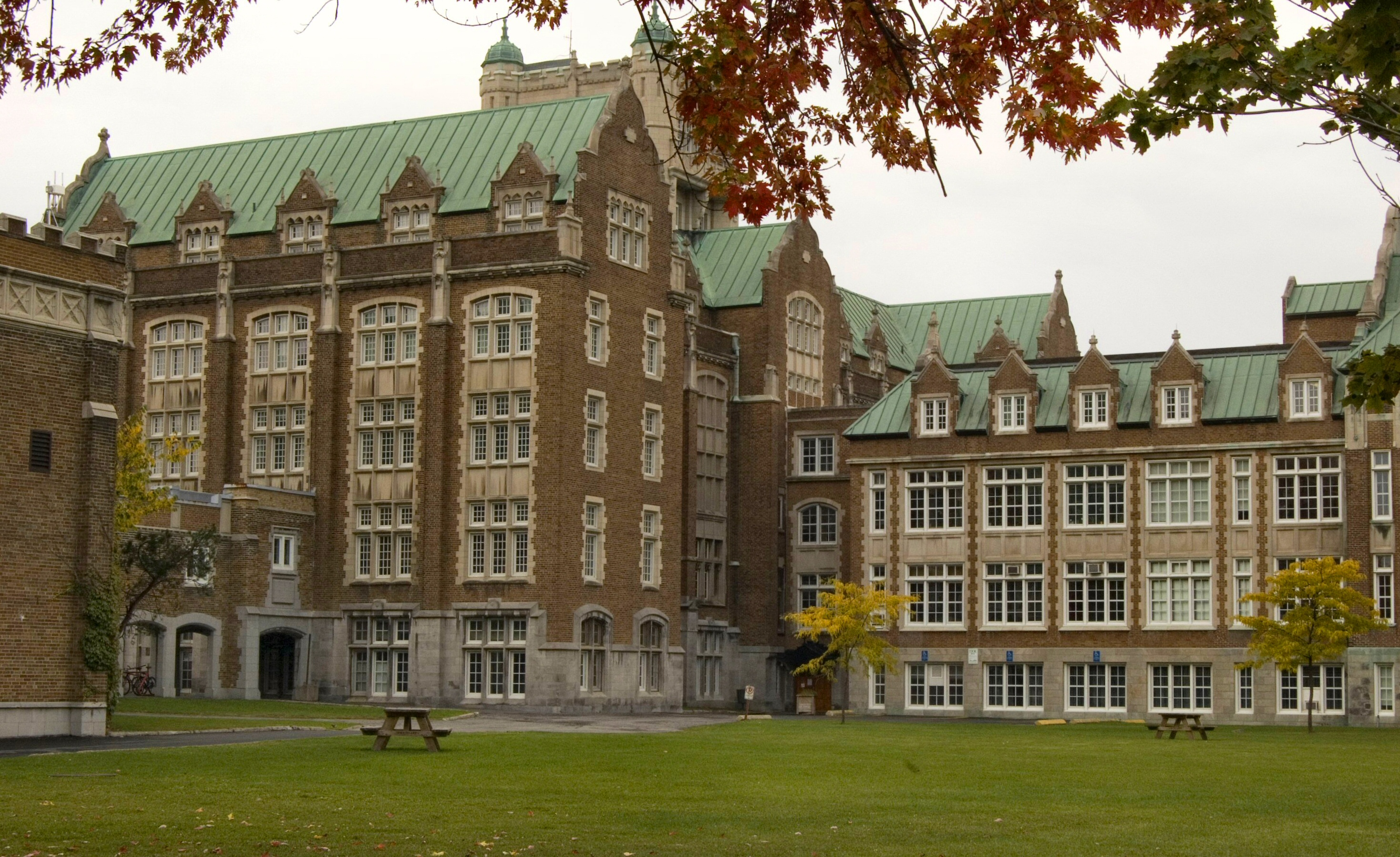
حرم لويولا بجامعة كونكورديا

جامعة كونكورديا (بالإنجليزية: Concordia University، بالفرنسية: Université Concordia) هي جامعة كندية عامة تقع في مونتريال بمقاطعة كيبك، وهي إحدى جامعتين تدرّسان باللغة الإنجليزية في تلك المدينة. في السنة الدراسية 2011/2012 كان هناك نحو 46 ألف طالب مسجل في الجامعة، وهو ما يجعل من جامعة كونكورديا أحد أكبر الجامعات الكندية من حيث عدد الطلبة.
نشأت الجامعة عام 1974 من اندماج كلية لويولا Loyola College وجامعة سير جورج ويليامز Sir George Williams University. وللجامعة اليوم حرمين جامعيين هما الحرمان الخاصان بالكلية والجامعة السابقتين اللتين اندمجتا. ويبعد الحرمان نحو 7 كم عن بعضهما.
تعتبر جامعة كونكورديا من الجامعات القوية على مستوى كندا والعالم.

## وصلات خارجية
- الموقع الرسمي لجامعة كونكورديا